# Mlaka
Mlaka este o arie protejată (sit de importanță comunitară — SCI) din Croația întinsă pe o suprafață de 206,45 ha, integral pe uscat.

## Localizare
Centrul sitului Mlaka este situat la coordonatele 45°22′09″N 13°54′15″E / 45.369268°N 13.904147°E.

## Înființare
Situl Mlaka a fost declarat sit de importanță comunitară în iulie 2013 pentru a proteja 1 specie de animale.

## Biodiversitate
Situată în ecoregiunea mediteraneană, aria protejată conține 1 habitat natural: Fânețe de joasă altitudine (Alopecurus pratensis, Sanguisorba officinalis).
La baza desemnării sitului se află o specie protejată de  amfibieni: Rana latastei.